# جورج بريسكوت
جورج بريسكوت هو سياسي أمريكي، ولد في 6 مارس 1913 في تواس سيتي في الولايات المتحدة، وتوفي في فبراير 1988. نشط حزبياً في الحزب الجمهوري. وقد انتخب عضو مجلس نواب ميشيغان ‏.